# Al final de les escales
Al final de les escales (títol original: The Changeling) és una pel·lícula de terror sobrenatural canadenca de 1980 dirigida per Peter Medak i protagonitzada per George C. Scott, Trish Van Devere, Jean Marsh i Melvyn Douglas. La seva trama segueix un compositor novaiorquès que es trasllada a Seattle a una mansió que creu que està embruixada. El guió es basa en els esdeveniments que l'escriptor Russell Hunter va afirmar que havia viscut mentre residia a la mansió Henry Treat Rogers al barri de Cheesman Park de Denver a finals de la dècada del 1960. Hunter va ser coguionista de la pel·lícula. Està doblada al català.
La pel·lícula va ser una de les primeres produccions canadenques que va gaudir d'un èxit internacional notable. Va guanyar vuit premis Genie en la seva edició inaugural, inclòs el de millor pel·lícula, i va ser nominada a dos premis Saturn. Es considera una pel·lícula de culte i una de les pel·lícules canadenques més influents de tots els temps.

## Argument
John Russell se'n va de vacances amb la seva dona i la seva filla camí de la muntanya quan el seu cotxe s'espatlla. Mentre va a una cabina telefònica per a demanar ajuda, veu com la seva dona i la seva filla són atropellades per un camió. L'accident el porta a traslladar-se a Seattle, on lloga una mansió a un agent immobiliari qui li diu que la propietat ha estat buida des de fa dotze anys.

## Producció
El guió s'inspira en una sèrie de fenòmens inexplicables que el dramaturg Russell Hunter va afirmar haver experimentat quan va trobar un diari centenari en una habitació amagada que detallava la vida d'un nen discapacitat que els seus pares van mantenir aïllat. Va declarar que l'esperit d'un nen mort el va menar a una altra casa, on va descobrir restes humanes i un medalló d'or que portava el nom del nen mort. La mansió va ser enderrocada durant la dècada del 1980 i substituïda per un edifici d'apartaments.
La pel·lícula es va finançar venent accions de 25.000 dòlars a 264 inversors, que després van obtenir un benefici de 9.229 dòlars per cada acció.
Tot i que Al final de les escales està ambientada a Seattle, la majoria de les escenes es van rodar a les ciutats de la Colúmbia Britànica de Vancouver, Victoria i els seus voltants, excepte les escenes de la ciutat de Nova York, de l'aeroport Seattle-Tacoma, de l'Space Needle i de la Universitat de Washington. L'interior de la mansió embruixada era una sèrie d'escenaris interconnectats als Panorama Studios de West Vancouver. Peter Medak va ser el tercer director contractat per al projecte. Els seus predecessors, Donald Cammell i Tony Richardson, es van retirar a causa de «diferències creatives». Medak va ser contractat amb només un mes per a facilitar la reescriptura del guió i la construcció del set.
El director Martin Scorsese va fer aparèixer Al final de les escales a la seva llista de les 11 millors pel·lícules de terror de tots els temps.
La banda sonora d'Al final de les escales va ser publicada per Percepto Records en CD el 21 de desembre de 2001 i es va limitar a 1.000 còpies. El 13 d'abril de 2007, Percepto va publicar-ne una edició de luxe també limitada a 1.000 còpies.